# Occhiobello
Occhiobello es una localidad y comune italiana de la provincia de Rovigo, región de Véneto, con 11.199 habitantes.

## Evolución demográfica
| Gráfica de evolución demográfica de Occhiobello entre 1861 y 2001 |
|                                                                   |
| Fuente ISTAT - elaboración gráfica de Wikipedia                   |